# Il terzo gemello (film)
Il terzo gemello (The Third Twin) è un film per la televisione del 1997 diretto da Tom McLoughlin, tratto dall'omonimo romanzo di Ken Follett. Invece in Italia viene trasmessa su Canale 5 in due parti tra il 28 e il 29 luglio 1998.

## Trama
Quando la dottoressa Jeannie Ferrami, una giovane ricercatrice universitaria, cerca di portare alla luce il gene che causa il comportamento aggressivo, e individua dei gemelli identici tra loro che sono nati da madri diverse e in date diverse, si ritrova in conflitto con dei colleghi ricercatori e con importanti politici che hanno interessi nella ricerca biogenetica. La Ferrami finisce per innamorarsi di uno dei gemelli oggetto di studio, Steve Logan, che è completamente identico all'uomo accusato di aver violentato la sua migliore amica Lisa, e scopre che tutto questo è stato causato da un ingegnoso esperimento di clonazione condotto anni prima da uno scienziato egocentrico. Jeannie mette a rischio la sua vita e la sua carriera per scoprire il mistero, senza sapere se l'uomo che ama, Steve, è un 'buon' clone oppure lo stupratore.